# Saurauia nigrescens
Saurauia nigrescens är en tvåhjärtbladig växtart som beskrevs av Pieter Willem Korthals. Saurauia nigrescens ingår i släktet Saurauia och familjen Actinidiaceae. Inga underarter finns listade i Catalogue of Life.